# 科布倫茲
科布伦茨（發音：[ˈkoːblɛnts] ⓘ；摩泽尔法兰克语：Kowelenz）是德国莱茵兰-普法尔茨州的非县辖城市，也是迈恩-科布伦茨县的县治，面积105.25平方千米，2023年12月31日人口为115,298人，是该州人口第三多的城市，仅次于美因茨和路德维希港，並與特里尔和凯撒斯劳滕共同構成該邦五大中心城市。
科布伦茨位於摩泽尔河與萊茵河交匯處。兩河匯流之處，稱德意志之角，為當地名勝，是德意志统一的象征。科布伦茨所在的萊茵峽谷於2002年被列入聯合國世界文化遺產。

## 名称
“Koblenz”一名源於拉丁語“Confluentes”，意为“匯流”。
林獻堂舊譯“科不林士”。

## 歷史
公元前55年，尤利烏斯·凱撒指揮羅馬軍隊抵達萊茵河，並建成大橋連接安德纳赫。前8年羅馬帝國在此建立軍事基地。
中世紀時代，科布伦茨曾被法蘭克人佔據。882年又被諾曼人摧毀。925年，成為神聖羅馬帝國一部分。
十八世纪末法国大革命时期，科布伦茨是贵族保皇党人流亡和准备对革命的法国进行干涉的中心。
科布伦茨亦是這個時期保皇派領袖，奧國首相克萊門斯·馮·梅特涅的出生地。

## 教育
科布伦茨是科布倫茨大學（此前为科布伦茨-兰道大学）和科布伦茨应用技术大学科布伦茨校区的所在地。

## 經濟
傳統上科布伦茨是釀酒的中心。它位處摩泽尔葡萄酒产区內，同時啤酒生產亦很有名。其他工業有汽車配件生產、鋼琴、紙張、機械、鋁材等等。
2012年9月12日，亞馬遜公司在科布倫茲建立物流中心。

## 友好城市
科布伦茨与以下城市结为友好城市：
- 法國 讷韦尔（1963年）
- 英国 哈林蓋區（1969年）
- 英国 諾里奇（1978年）
- 荷蘭 马斯特里赫特（1981年）
- 義大利 諾瓦拉（1991年）
- 美国 奧斯汀（1992年）
- 以色列 佩塔提克瓦（2000年）
- 瓦拉日丁（2007年）